# Kyss mej (альбом)
Kyss Mej (со швед. — «Поцелуй меня») — второй студийный сольный альбом шведской инди-поп певицы Хелены Юсефссон на шведском языке, вышедший в феврале 2011 года.
Вышедший в 2007 году дебютный альбом певицы «Dynamo» был записан на английском языке. Этот альбом — первый в её карьере сольник на щведском.

## История
Песни для альбома были написаны в 2008 году, однако певице потребовалось три года для того, чтобы его выпустить.
Видеоклип на первый сингл из альбома, песню «Fén & jag» снимался в Тюлёсанде, пригороде Хальмстада, столицы провинции Халланд.
Видеоклип на третий сингл с альбома «Nån annanstans, nån annan gång» снимался в январе 2011 года в Мальмё. Режиссёром клипа стал Йенс Йонссон, ударник группы Brainpool (совместно с продюсером Кристофером Лундквистом), а также ударник в группе Пера Гессле в 2003 и 2007 годах.

## Список композиций
1. Nån annanstans, nån annan gång (3.22)
2. Päronskogen (3.17)
3. Grönöga (2.51)
4. I spegeln (совместно с Timbuktu) (4.00)
5. Knockout (4.05)
6. Ballad till Jorden (2.48)
7. Vi kan börja om (To Tragoudi Ton Gifton) (3.44)
8. Inuti hjärtat (3.01)
9. Kyss mej (2.57)
10. Fén & jag (3.04)
11. Vi möts igen nånstans (2.10)

Прим.: При проигрывании CD с помощью одного из плееров на компьютере, название восьмого трека отображается как «Initu». Настоящее полное название песни — «Inuti hjärtat» (Внутри сердца). Десятая песня «Fén & jag» была спродюсирована и записана при участии супруга Хелена Мартина Юсефссона и Пера Блюмгрена, участника группы Sandy Mouche.

## Синглы
- «Fén & jag» (17 октября 2009)
- «Kyss mej» (10 февраля 2010)
- «Nån annanstans nån annan gång» (7 декабря 2010)

## Видеоклипы
- «Fén & jag» (впервые опубликовано на сайте YouTube 17 октября 2009)
- «Kyss mej» (2010) (реж. Сесилия Нордлунд)[4]
- «Nån annanstans, nån annan gång» (10 февраля 2011 года) реж. Йенс Йонссон; записано в Мальмё в январе 2011 года[3]

## Отзывы критиков
- Шведская газета «Expressen» публикует рецензию на выход альбома. Обозреватель Пер Хэгред сравнивает песни с музыкой шведского исполнителя Хокан Хелльстрёма (песня «Päronskogen») и группы Gyllene Tider (в песне «Nån annanstans, nån annan gång»). Именно поэтому, считает Хэгред, Пер Гессле и сотрудничает с Хеленой Юсефссон, когда Мари Фредрикссон нет рядом. Тем не менее, в отличие от Фредрикссон, которая похожа на Марию КакКи[англ.], голос Юсефссон, по его мнению, стремится к «головокружительным высотам Кейт Буш». Лучшими песнями на альбоме обозреватель называет первые три[2].
- Хокан Стеен, обозреватель «Aftonbladet» отмечает, что альбом «Kyss mej» «немного свободнее», чем дебютный альбом певицы. Она и продюсер Кристофер Лундквист «кажется пытались культивировать некоторое электронно-сказочное настроение для динамичного голоса, который в этом плавает». Стеен также замечает, что с Timbuktu всё в порядке, но «идея „пригласить рэпера“ очень редко хорошо работает в поп-музыке и этот альбом не стал исключением»[5].
- Обозреватель шведской газеты «Norrköpings Tidningar» отмечает, что на певицу при записи альбома повлияло творчество таких музыкантов как Майкл Джексон, Pet Shop Boys и Кейт Буш[1].
- Оборзревательница шведского музыкального портала «Gaffa» Белла Ханссон отмечает, что это первый альбом в карьере певицы, записанный на шведском языке — Ханссон сомневается, что такой выбор был правильный. Она отмечает, что у Юсефссон «фантастический голос и впечатляющий регистр», но песни на диске звучат, как будто «Регина Лунд записала бы диск с музыкой для детской гимнастики». Она также называет альбом «новой версией» песни Эверта Тоба «Änglamark[англ.]» — «и в данном случае это не комплимент». Аранжировка песен и продакшн всего альбома звучат слишком «плоско и непрофессионально». Ханссон сожалеет, что это произошло в случае с такой хорошей и профессиональной певицей, как Юсефссон. Даже участие приглашённого артиста Timbuktu для исполнения песни «I spegeln» нисколько не спасает ситуацию[6].
- Крупнейший в Швеции портал по обзору музыкальных записей, фильмов, игр и мобильных приложений, индексирующий обзоры ведущих газет, журналов и веб-сайтов, «Kritiker.se» публикует список лучших музыкальных записей 2011 года. Альбом Хелены Юсефссон «Kyss mej» занимает в списке 539 место. Примечательно, что альбом обошёл релизы Roxette «Charm School» (561 место), One Direction «Up All Night» (576 место), Майкл Бубле «Christmas» (579 место), Джастин Бибер «Under the Mistletoe» (599 место), а также записи Melanie C, Nickelback, Limp Bizkit и других[7].